# Parafia św. Floriana w Czarncy
Parafia świętego Floriana w Czarncy – parafia rzymskokatolicka, znajdująca się w diecezji kieleckiej, w dekanacie włoszczowskim.